# ۷۲۸ (قمری)
۷۲۸ (قمری)، هفتصد و بیست و هشتمین سال در گاهشماری هجری قمری است. اول محرم این سال برابر با بیست و پنجم نوامبر سال ۱۳۲۷ میلادی است.